# アメリカ合衆国の主な広域都市圏人口の順位
本項目はアメリカ合衆国の主な広域都市圏人口の順位（アメリカがっしゅうこくのおもなこういきとしけんじんこうのじゅんい）である。この一覧の対象となっているのは、合同統計地域（CSA）で示される広域都市圏であり、複数の隣接する、かつ深い関わりを持つ都市圏（大都市統計地域/MSA）および小都市圏（小都市統計地域/μSA）を含む。
下表における人口は全て2020年に行われた国勢調査による数値である。また、各広域都市圏の範囲は2023年7月21日時点でのアメリカ合衆国行政管理予算局（OMB）による定義に従っている。
アメリカ合衆国全土に定義されている都市圏は数が多いため、本項目では、50州およびコロンビア特別区に定義されている人口1,000,000人以上の合同統計地域のみを掲載している。該当する合同統計地域は61ヶ所である。アメリカ合衆国各州の全ての広域都市圏、都市圏、および小都市圏の人口および定義範囲の一覧については、アメリカ合衆国各州の都市圏の一覧の一覧より、各州の都市圏の一覧記事を参照のこと。
またいずれの広域都市圏にも属していないが人口が100万人を超える都市圏についても参考までに記述する(順位は記さない)。
| 順位 | 広域都市圏                                             | 州                                                                                     | 人口       |
| ---- | ------------------------------------------------------ | -------------------------------------------------------------------------------------- | ---------- |
| 1    | ニューヨーク・ニューアーク                             | ニューヨーク州・ニュージャージー州・コネチカット州・ペンシルベニア州                   | 22,093,604 |
| 2    | ロサンゼルス・ロングビーチ                             | カリフォルニア州                                                                       | 18,644,680 |
| 3    | ワシントン・ボルチモア・アーリントン                   | コロンビア特別区・メリーランド州・バージニア州・ウェストバージニア州・ペンシルベニア州 | 10,028,331 |
| 4    | シカゴ・ネイパービル                                   | イリノイ州・インディアナ州・ウィスコンシン州                                           | 9,986,960  |
| 5    | サンノゼ・サンフランシスコ・オークランド               | カリフォルニア州                                                                       | 9,225,160  |
| 6    | ボストン・ウースター・プロビデンス                     | マサチューセッツ州・ロードアイランド州・ニューハンプシャー州・コネチカット州           | 8,349,768  |
| 7    | ダラス・フォートワース                                 | テキサス州・オクラホマ州                                                               | 8,157,895  |
| 8    | フィラデルフィア・レディング・カムデン                 | ペンシルベニア州・ニュージャージー州・デラウェア州・メリーランド州                     | 7,379,700  |
| 9    | ヒューストン・パサディナ                               | テキサス州                                                                             | 7,339,672  |
| 10   | アトランタ・アセンズ・クラーク郡・サンディスプリングス | ジョージア州・アラバマ州                                                               | 6,942,683  |
| 11   | マイアミ・ポートセントルーシー・フォートローダーデール | フロリダ州                                                                             | 6,908,296  |
| 12   | デトロイト・ウォーレン・アナーバー                     | ミシガン州                                                                             | 5,424,742  |
| 13   | シアトル・タコマ                                       | ワシントン州                                                                           | 4,953,421  |
| 14   | フェニックス・メサ                                     | アリゾナ州                                                                             | 4,899,104  |
| 15   | オーランド・レイクランド・デルトナ                     | フロリダ州                                                                             | 4,197,095  |
| 16   | ミネアポリス・セントポール                             | ミネソタ州・ウィスコンシン州                                                           | 4,078,788  |
| 17   | クリーブランド・アクロン・カントン                     | オハイオ州                                                                             | 3,769,834  |
| 18   | デンバー・オーロラ                                     | コロラド州                                                                             | 3,623,560  |
|      | サンディエゴ・チュラビスタ・カールズバッド             | カリフォルニア州                                                                       | 3,298,634  |
| 19   | ポートランド・バンクーバー・セーラム                   | オレゴン州・ワシントン州                                                               | 3,280,736  |
| 20   | シャーロット・コンコード                               | ノースカロライナ州・サウスカロライナ州                                                 | 3,232,206  |
|      | タンパ・セントピーターズバーグ・クリアウォーター       | フロリダ州                                                                             | 3,175,275  |
| 21   | セントルイス・セントチャールズ・ファーミントン         | ミズーリ州・イリノイ州                                                                 | 2,924,904  |
| 22   | ピッツバーグ・ウィアトン・スチューベンビル             | ペンシルベニア州・オハイオ州・ウェストバージニア州                                     | 2,767,801  |
| 23   | ソルトレイクシティ・プロボ・オーレム                   | ユタ州・アイダホ州                                                                     | 2,705,153  |
| 24   | サクラメント・ローズビル                               | カリフォルニア州                                                                       | 2,680,831  |
| 25   | ニューベイブン・ハートフォード・ウォーターバリー       | コネチカット州                                                                         | 2,659,617  |
| 26   | サンアントニオ・ニューブローンフェルズ・カービル       | テキサス州                                                                             | 2,637,466  |
| 27   | コロンバス・マリオン・ゼインズビル                     | オハイオ州                                                                             | 2,606,479  |
| 28   | インディアナポリス・カーメル・マンシー                 | インディアナ州                                                                         | 2,599,880  |
| 29   | カンザスシティ・オーバーランドパーク・カンザスシティ   | ミズーリ州・カンザス州                                                                 | 2,528,644  |
| 30   | ラスベガス・ヘンダーソン                               | ネバダ州                                                                               | 2,317,052  |
| 31   | シンシナティ・ウィルミントン                           | オハイオ州・ケンタッキー州・インディアナ州                                             | 2,291,815  |
|      | オースティン・ラウンドロック・ジョージタウン           | テキサス州                                                                             | 2,283,371  |
| 32   | ナッシュビル・デイビッドソン・マーフリーズボロ         | テネシー州                                                                             | 2,250,282  |
| 33   | ローリー・ダーラム・ケーリー                           | ノースカロライナ州                                                                     | 2,242,324  |
| 34   | ミルウォーキー・ラシーン・ウォキショー                 | ウィスコンシン州                                                                       | 2,053,232  |
| 35   | バージニアビーチ・チェサピーク                         | バージニア州・ノースカロライナ州                                                       | 1,857,542  |
| 36   | ジャクソンビル・キングスランド・パラトゥカ             | フロリダ州・ジョージア州                                                               | 1,733,937  |
| 37   | グリーンズボロ・ウィンストン・セーラム・ハイポイント   | ノースカロライナ州                                                                     | 1,695,306  |
| 38   | オクラホマシティ・ショーニー                           | オクラホマ州                                                                           | 1,498,149  |
| 39   | ルイビル・ジェファーソン郡・エリザベスタウン           | ケンタッキー州・インディアナ州                                                         | 1,487,749  |
| 40   | グランドラピッズ・ワイオミング                         | ミシガン州                                                                             | 1,486,055  |
| 41   | グリーンビル・スパータンバーグ・アンダーソン           | サウスカロライナ州                                                                     | 1,484,661  |
| 42   | メンフィス・クラークスデール・フォレストシティ         | テネシー州・ミシシッピ州・アーカンソー州                                               | 1,389,905  |
| 43   | ニューオーリンズ・メタリー・スライデル                 | ルイジアナ州・ミシシッピ州                                                             | 1,373,453  |
| 44   | バーミングハム・カルマン・タラデガ                     | アラバマ州                                                                             | 1,361,033  |
| 45   | フレズノ・ハンフォード・コーコラン                     | カリフォルニア州                                                                       | 1,317,395  |
|      | リッチモンド                                           | バージニア州                                                                           | 1,314,434  |
| 46   | ハリスバーグ・ヨーク・レバノン                         | ペンシルベニア州                                                                       | 1,295,259  |
| 47   | バッファロー・チークトワガ・オリーン                   | ニューヨーク州                                                                         | 1,243,944  |
| 48   | オールバニ・スケネクタディ                             | ニューヨーク州                                                                         | 1,190,727  |
| 49   | ケープコーラル・フォートマイヤーズ・ネープルズ         | フロリダ州                                                                             | 1,188,319  |
| 50   | アルバカーキ・サンタフェ・ラスベガス                   | ニューメキシコ州                                                                       | 1,162,523  |
| 51   | ロチェスター・バタビア・セネカフォールズ               | ニューヨーク州                                                                         | 1,157,563  |
| 52   | ノックスビル・モリスタウン・セビアビル                 | テネシー州                                                                             | 1,156,861  |
| 53   | タルサ・バートルズビル・マスコギー                     | オクラホマ州                                                                           | 1,134,125  |
| 54   | ツーソン・ノガレス                                     | アリゾナ州                                                                             | 1,091,102  |
| 55   | デイトン・スプリングフィールド・ケタリング             | オハイオ州                                                                             | 1,088,875  |
| 56   | エルパソ・ラスクルーセス                               | テキサス州・ニューメキシコ州                                                           | 1,088,420  |
| 57   | コロンビア・サムター・オレンジバーグ                   | サウスカロライナ州                                                                     | 1,056,968  |
| 58   | ノースポート・ブレーデントン                           | フロリダ州                                                                             | 1,054,539  |
| 59   | アレンタウン・ベスレヘム・イーストストラウズバーグ     | ペンシルベニア州・ニュージャージー州                                                   | 1,030,216  |
|      | ホノルル                                               | ハワイ州                                                                               | 1,016,508  |
| 60   | オマハ・カウンシルブラフス・フリーモント               | ネブラスカ州・アイオワ州                                                               | 1,004,771  |
| 61   | バトンルージュ・ハモンド                               | ルイジアナ州                                                                           | 1,003,726  |

## 註
1. ↑  2020 Population and Housing State Data. U.S. Census Bureau. 2021年8月12日.
2. ↑  OMB Bulletin No. 23-01, Revised Delineations of Metropolitan Statistical Areas, Micropolitan Statistical Areas, and Combined Statistical Areas, and Guidance on Uses of the Delineations of These Areas. Office of Management and Budget. 2023年7月21日.